# RSA Insurance Group
RSA Insurance Group, anciennement Royal & SunAlliance, (LSE : RSA) est une entreprise britannique faisant partie de l'indice FTSE 100.

## Historique
L'histoire de la RSA remonte à 1710 avec la fondation du bureau Sun Fire par Charles Povey. RSA a débuté ses opération au Canada, en 1833.
Elle est issue en 1996 de la fusion entre Sun Alliance et Royal Insurance, dans une transaction d'un montant équivalent à 6 milliards de livres. Au moment de la fusion, la somme des effectifs des deux groupes est de 45 000 salariés. La fusion prévoit la suppression de 5 000 postes.
En 2003, ses activités australiennes sont scindés dans un nouveau groupe nommée Promina Group, qui est acquis en 2003 par Suncorp pour 7,9 milliards de dollars australiens,.
En mai 2014, Royal & SunAlliance vend sa filiale canadienne Noraxis pour 460 millions de dollars à Arthur J. Gallagher & Co..
En novembre 2020, Intact, une entreprise canadienne, et Tryg, une entreprise danoise, annoncent l'acquisition de RSA pour 7,2 milliards de livres. L'opération scinde les activités de RSA, Intact Financial reprend les activités internationales et Tryg reprend les activités norvégiennes et suédoises, les deux reprennent à part égale les activités au Danemark. Tryg participe à hauteur de 4,2 milliards et Intact à hauteur de 3 milliards.

## Principaux actionnaires
Au 25 janvier 2020:
| Cevian Capital                                | 13,3% |
| UBS Asset Management                          | 9,63% |
| Threadneedle Asset Management                 | 7,35% |
| Franklin Mutual Advisers                      | 3,44% |
| Norges Bank Investment Management             | 2,98% |
| The Vanguard Group                            | 2,88% |
| BlackRock Fund Advisors                       | 2,71% |
| Absa Asset Management (Investment Management) | 2,48% |
| Legal & General Investment Management         | 2,45% |
| FIL Investment Advisors                       | 1,96% |